# Nippon Telegraph and Telephone

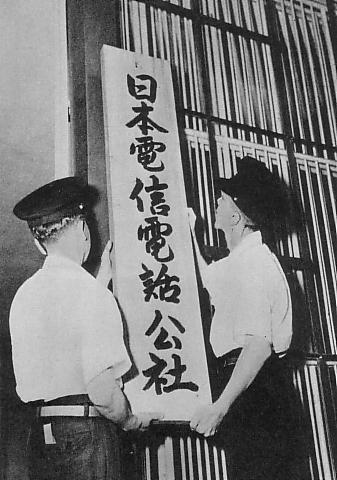
Gründung der NTT am 1. August 1952

Das Unternehmen NTT (jap. 日本電信電話株式会社 Nippon Denshin Denwa Kabushiki-gaisha), gelistet im Nikkei 225, ist in Japan der Marktführer unter den Telekommunikationsunternehmen. NTT steht für Nippon Telegraph and Telephone. Das 1952 gegründete ursprünglich staatliche Unternehmen wurde am 1. August 1985 privatisiert.
Hauptsitz ist Tokio.

## Geschichte

Logo von NTT, verwendet vom 1. April 1985 bis 30. Juni 2025

1988 waren die Aktien der Gesellschaft mehr wert als Daimler-Benz, Siemens, Allianz, Deutsche Bank, Krupp, Thyssen, BMW, Bayer, Hoechst und BASF zusammen.
Seit dem 3. Februar 2004 ist NTT Mitglied der Open Source Development Labs.
Am 18. Februar 2005 hat NTT eine Technik vorgestellt, die den menschlichen Körper zur Übertragung von Daten nutzt. Das „Human Area Network“ soll als Ergänzung zu Bluetooth und Wireless LAN entwickelt werden und die Datenübermittlung über kurze Strecken mit Bandbreiten bis zu zehn Megabit/s ermöglichen.
Am 23. Oktober 2007 hat die Tochtergesellschaft NTT Data ein Übernahmeangebot für die itelligence AG angekündigt. Ende September 2008 übernahm die NTT Data 72,9 Prozent der Anteile an der Cirquent GmbH. Am 7. Januar 2010 erwarb NTT Com Anteile an der goFLUENT Gruppe.
Mit einem Umsatz von 104,8 Mrd. US-Dollar, bei einem Gewinn von 7,7 Mrd. USD, steht NTT laut den Forbes Global 2000 auf Platz 46 der weltgrößten Unternehmen (Stand: Jahr 2017). NTT kam Anfang 2018 auf eine Marktkapitalisierung von ca. 96,1 Mrd. USD.
Am 1. Juli 2025 enthüllt Nippon Telegraph and Telephone zum ersten Mal seit 40 Jahren das neue Logo und ändert seinen Firmennamen in „NTT, Inc.“

## NTT Communications
Die Tochtergesellschaft NTT Communications ist mit rund 7.500 Mitarbeitern der größte Datennetzbetreiber der Welt. Basierend auf ATM-Technologie setzt NTT Communications auf verschiedene Dienste wie MPLS, FR (Frame Relay), LL (Leased Line). NTT Communications betreibt zudem als größter TIER1 Carrier ein eigenes Global IP Network (GIN) mit der weltweit ersten und erfolgreichen Einführung von IPv6. Eigene Forschungszentren arbeiten kontinuierlich an Ideen und Lösungen für Datennetze und Datenübertragung der Zukunft. Hauptsitz ist ebenfalls Tokio mit weiteren lokalen Hauptsitzen in London für Europa und New York für Nord- und Südamerika.

## Tochtergesellschaften

### Regionale Telefongesellschaften
- NTT East
- NTT West

### Internationale ITC
- NTT Communications
- Dimension Data
- Arkadin

### Mobilfunk
- NTT DoCoMo

### Informationstechnologie
- NTT Data
- NTT Security AG

### Sonstige
- NTT Urban Development
- NTT Facilities
- NTT AT
- NTT Electronics
- NTT Software
- NTT Finance
- NTT Comware
- NTT AD
- ICR
- NTT HS
- NTT Learning Systems
- NTT Business Associe
- NTT Logisco
- NTT BP

## Akquisitionen
- Integralis AG
- goFLUENT Gruppe
- HKNet
- Plala Networks
- Net Mobile
- Cirquent
- itelligence AG
- e-shelter

## Forschung und Entwicklung
NTT betreibt in großem Umfang eigene Forschung und Entwicklung:
- Yokosuka-Forschungspark in Yokosuka, Präfektur Kanagawa
- Atsugi Forschungs- und Entwicklungszentrum in Atsugi, Präfektur Tokyo
- Tsukuba Forschungs- und Entwicklungszentrum in Tsukuba, Präfektur Ibaraki
- Keihanna-Haus, Keihanna-Forschungs-Park[Anm 1], Präfektur Kyoto